# Vlastimil Ohlídal
Vlastimil Ohlídal (březen 1922 - březen 2015) byl český fotbalista, útočník a záložník.

## Fotbalová kariéra
V československé lize hrál za SK Prostějov. Gól v lize nedal.

## Ligová bilance
| Ročník               | Zápasy | Góly | Klub         |
| -------------------- | ------ | ---- | ------------ |
| Národní liga 1942/43 | -      | 0    | SK Prostějov |
| Státní liga 1945/46  | -      | 0    | SK Prostějov |
| CELKEM               | -      | 0    |              |